# Dino Perego
Dino Perego (Stradella, 7 novembre 1921 – Torino, 29 febbraio 1984) è stato un pedagogista italiano.
Fu particolarmente attivo in Piemonte, dove realizzò programmi educativi e assistenziali per bambini e adulti.

## Biografia
Iniziò la sua attività di giornalista presso “L’Arena” di Verona nel 1945. Successivamente divenne collaboratore di Don Zeno Saltini nella Comunità di Nomadelfia fino al 1955 anno in cui si trasferì a Ivrea in qualità di organizzatore culturale del Movimento di Comunità della Società Olivetti.
Nel 1957, su indicazione di Adriano Olivetti, Perego diventò responsabile del Centro Relazioni Sociali Olivetti a Ivrea con programmi educativi, sociali e assistenziali sul territorio del Canavese e con l’istituzione giuridica nel 1961 della sezione italiana dell'International Council for Children's Play, il Comitato Italiano per il Gioco Infantile (CIGI
), di cui fu eletto Segretario Generale. Lo stesso anno fondò a Torino il Centro Piemontese di recupero sociale del detenuto. Ed è proprio all'interno del CIGI che vennero avviate le prime sperimentazioni sulla scuola attiva e sul gioco e i giocattoli, ambiti in cui Dino Perego divenne pioniere nell'ideazione di una formula italiana sull'impiego intelligente del tempo libero dei bambini. Dopo la creazione del CIGI a Ivrea si instaurarono rapporti frequenti e proficui con l'International Council for Children's Play dai quali nacquero iniziative varie fra cui la creazione dei Parchi Gioco Robinson nel 1962. I parchi, realizzati in collaborazione con i ragazzi del territorio utilizzando materiale di recupero, prevedevano spazi dedicati allo sport, al gioco e alle rappresentazioni teatrali.
Furono numerose le attività che Dino Perego promosse nel corso della sua carriera a favore di bambini, adulti e delle persone disabili, soprattutto a favore del riconoscimento del gioco nella società come un mezzo educativo insostituibile di preparazione alla vita e di supporto alla salute. Introdurre il gioco nell’educazione scolastica non aveva per lui lo scopo di trascurare l’importanza formativa della cultura, bensì quello di unire due metodi necessari nello sviluppo dell’allievo. Tra gli anni '60 e '70 organizzò numerosi convegni regionali e nazionali, in collaborazione con diverse istituzioni, incentrati sui temi del gioco e dello sviluppo infantile, e alcuni incontri regionali di studio sull'assistenza post-carceraria e l'istituzione scolastica e professionale all'interno delle carceri.
Nel 1971 assunse la cattedra di Tecniche educative e organizzative di Comunità presso la Facoltà di Magistero dell'Università di Roma.
Alla sua tragica scomparsa, avvenuta il 29 febbraio del 1984 a causa di un incidente stradale, lasciò incompiute molte opere avviate, ma la sua eredità culturale ed il suo insegnamento furono raccolti dai sui amici e colleghi. In sua memoria la Città di Ivrea, in collaborazione con il CIGI, i Servizi Culturali Olivetti e la Direzione Servizi per l'Infanzia Olivetti, ha bandito nel 1991 la prima edizione del Concorso "Dino Perego", destinato alle tesi di laurea e ai progetti pedagogici incentrati sul tema del gioco infantile. Scopo del concorso era premiare quelle ricerche e progetti che valorizzassero l'importanza del gioco all'interno della società.

## Opere
- Dino Perego, Piccola enciclopedia del gioco: giochi, giocattoli, tempo libero, gioco e scuola, Milano, Massimo, 1974.
- Dino Perego, Angelo Paviolo, Parchi-gioco e giocattoli, [196.].
- Dino Perego, Francesca Dagna, La formazione degli animatori dei servizi sociali per il tempo libero giovanile in Inghilterra, Ivrea, Comitato italiano per il gioco infantile, 1977.
- Plinio Cilento, Anna Melucci Fabbrini, Dino Perego, Il giocattolo, il bambino, la societa: il giocattolo, un messaggio culturale in crisi, Milano, Emme, [1975].
- Osvaldo Panfili, Dino Perego (a cura di), Guida per insegnanti elementari e di scuola materna: raccolta di studi e di esperienze per un concorso diverso, Terni, Thyrus.
- Elena e Maria Beltrame, Dino Perego (a cura di), Gioco e giocattoli nella vita del fanciullo: guida per la scelta del buon giocattolo, Ivrea, Comitato italiano per il gioco infantile, 1971.
- Dino Perego, Pio Cinquetti, I diritti del fanciullo nei grandi documenti internazionali, Roma, Totograph, 1969.
- Dino Perego, Piccola Enciclopedia del Gioco, Edizioni Massimo, 1974.